# Elección presidencial de Chile de 1958
La elección presidencial de Chile de 1958 se llevó a cabo el 4 de septiembre de 1958 y dio como vencedor por mayoría relativa a Jorge Alessandri Rodríguez, con el 31,56 % de los votos.

## Candidaturas

### Luis Bossay Leiva
El 30 de junio de 1957 fue designado el primer candidato de la contienda electoral, el senador por Valparaíso Luis Bossay, por el Partido Radical (PR), que tenía esperanza en recuperar la Presidencia de la República que había sido tres veces seguidas de su partido hasta la llegada de Carlos Ibáñez del Campo. Contaba a su favor con el repunte electoral del PR en las elecciones parlamentarias del año pasado y a la posibilidad de que un sector de la izquierda, los socialistas más moderados, terminarían dándole su apoyo.

### Eduardo Frei Montalva
La designación de Bossay hizo que la Falange Nacional dejara sus expectativas de designar a un único candidato por el centro y la izquierda moderada, por lo que decidieron levantar su propio candidato. El líder y fundador del partido, Eduardo Frei Montalva, quien recientemente había sido elegido senador por Santiago con la primera mayoría, tomo la iniciativa e inicio giras por el país con el fin de obtener apoyo para su candidatura. El 18 de julio de 1957 fue proclamado de forma oficial por medio de un manifiesto público, en que se expresaba que Frei era el hombre “capaz de dar al país unidad, confianza y dirección responsable”. Diez días después, se materializó la unión de los partidos de inspiración social cristiana y se formó el Partido Demócrata Cristiano.
El 11 de agosto de 1957 el Partido Nacional le entregó su apoyo a Frei, y siete días más tarde haría lo mismo el Partido Agrario Laborista Recuperacionista, mientras que el Partido Agrario Laborista lo proclamó el 25 de agosto.

### Salvador Allende Gossens
La izquierda, unificada en el Frente de Acción Popular (FRAP), eligió al socialista Salvador Allende como su candidato, tras imponerse en la Convención Presidencial del Pueblo, realizada entre el 13 y 17 de septiembre de 1957, ante los demás precandidatos: Mamerto Figueroa (ANT), Rudecindo Ortega (PRD), Humberto Mewes (PT), Guillermo del Pedregal (independiente) y Francisco Cuevas Mackenna (independiente). En una primera ronda de votaciones, Allende obtuvo 508 votos, seguido de Alejandro Serani con 350, Humberto Mewes con 331, Francisco Cuevas Mackenna con 323, Rudecindo Ortega con 318 y Guillermo del Pedregal con 212; posterior a dicha ronda se acordaría nominar a Allende por aclamación.
Senador por Magallanes, Allende ya se había presentado como candidato presidencial en 1952, consiguiendo solo un 5,4 % de los votos, pero su discurso y actividad política le había convertido en el candidato natural de la izquierda, desbordando la adhesión de su partido a otros sectores de la población.

### Jorge Alessandri Rodríguez
Desde mediados de 1957 se empezó a escuchar el nombre de Jorge Alessandri como el candidato ideal para la derecha. Hijo del presidente Arturo Alessandri Palma, se había involucrado tempranamente en la política como parlamentario y Ministro de Estado, aunque con un perfil mucho más bajo que el de su padre, conocido por su ardor político. A pesar de su imagen de hombre parco, soberbio y solterón mañoso, Alessandri era un líder con un fuerte arrastre popular, reacio a entrometerse en la lucha de los partidos políticos.

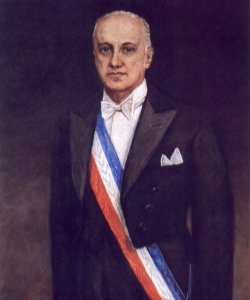
Jorge Alessandri resultó elegido presidente con el 31,2 % de los votos, siendo posteriormente ratificado por el Congreso Nacional.

La gran dificultad de la candidatura de Alessandri es que el mismo candidato se negaba a aceptarla. Por otra parte, algunos miembros del Partido Liberal, disgustados con la posición apartidista de Alessandri, se mostraron a favor de apoyar a Eduardo Frei, quien, necesitado de fuerzas, trabajaba sin disimulo para conseguir los votos de al menos un sector de la derecha. Frei solicitó el apoyo de manera formal en una carta enviada a la directiva del Partido Liberal, en que señalaba que él era la mejor alternativa para el futuro y que su apoyo no significaba renunciar a sus diferencias doctrinarias.
Los conservadores, divididos entre quienes apoyaban a Alessandri y quienes apoyaban a Frei, realizaban gestiones a favor de sus respectivos candidatos. Los conservadores freistas pidieron a Frei que presentase una petición formal para obtener el respaldo del partido, pero este se negó, probablemente por la antigua animadversión entre conservadores y falangistas. Ante el rechazo, y para buscar tiempo para que Alessandri se decidiera, la juventud conservadora levantó el nombre de Juan Antonio Coloma Mellado como candidato.
Cuando los partidos de derecha estaban a punto de designar su candidato, Alessandri cedió a ser candidato. El cambio se dio tras una discusión con el senador Francisco Bulnes Sanfuentes, quien le enrostro su supuesta negativa a aceptar la candidatura presidencial, respondiéndole Alessandri que nadie se la había ofrecido, y ante un atónito Bulnes, que le recordó que Hugo Zepeda le había ofrecido la candidatura, le clarifico: "No me ofrecía nunca la candidatura... Me llamaba por teléfono y me decía: Don Jorge, ¿usted quiere ser candidato a la presidencia de la república?... Yo le contestaba ¡no quiero... yo no quiero ser candidato a la presidencia de la república ¡ (pero) una cosa muy distinta es... que me han convencido algunos amigos míos que mi obligación era aceptar la candidatura, si me la pedían; ... pero que yo la quiera... ¡no la quiero!"
Un evento fortuito vino a enterrar las esperanzas de Frei de ser apoyado por el Partido Liberal. El 20 de agosto de 1957, cuando Raúl Marín Balmaceda pronunciaba un ardoroso discurso durante una asamblea del Partido Liberal para apoyar a Alessandri, sufrió un ataque cardiaco, y cayó repentinamente al suelo, falleciendo poco después. Además del golpe emocional, al suspenderse la asamblea liberal, los conservadores pudieron proclamar a Alessandri como su candidato formal el 25 de agosto —habiendo recibido 472 votos a favor y 17 en contra—, antes de que los liberales se volviesen a reunir; el Partido Conservador Unido solicitó de manera formal el apoyo del Partido Liberal. Con Alessandri como candidato y el recuerdo de Marín Balmaceda fresco en la memoria, el momento de Frei había pasado, por lo que el 12 de septiembre de 1957 el Directorio Liberal proclamó a Jorge Alessandri candidato por 327 votos contra 147 de Frei.

### Antonio Zamorano Herrera
Antonio Zamorano Herrera, conocido popularmente como el Cura de Catapilco, era un peculiar personaje de la provincia de Valparaíso que se presentaba como candidato, sin el apoyo de ningún partido; anunció su candidatura formalmente el 27 de agosto de 1957. Era excura párroco del pueblo de Catapilco y diputado por el FRAP en 1957, representando a Talca. De lenguaje folclórico e incisivo, logró captar algunos adherentes en sectores populares de Valparaíso, Aconcagua, Talca, Linares y otras zonas rurales de Chile, perfilándose en su discurso como una figura cercana a la izquierda.
A pesar de su cercanía con el FRAP, no retiró su candidatura e incluso la lanzó de manera oficial el 20 de enero de 1958. Su postulación afectaba de forma directa a la de Allende, por lo que algunos analistas han afirmado (sin existir pruebas fehacientes), que probablemente fue financiado por partidarios de Alessandri, como una forma de contener a Allende.

## Campaña
El 21 de julio de 1958 a las 23:59 expiró el plazo para declarar las candidaturas ante la Dirección del Registro Electoral y el 23 del mismo mes se realizó el sorteo para determinar el orden de las candidaturas en la cédula de votación, cuya impresión estuvo a cargo de la empresa Vera y Gianini.
Esta fue la primera elección en que desapareció por completo el cohecho, al haberse creado la cédula única. También se había normalizado la participación del Partido Comunista después de la derogación de la ley de Defensa de la Democracia. Esto daba cierta oportunidad a Allende de vencer, pero se advertia los peligros de un posible gobierno socialista.
Alessandri también era uno de los favoritos, pues el apoyo que tenía trascendía el ámbito de la derecha y lograba captar muchos más votos que los que comúnmente tenía este sector.
Luis Bossay baso su campaña mostrándose como continuador de los gobiernos radicales que gobernaron entre 1938 y 1952, con un régimen capitalista con fuerte intervención estatal, prometiendo revertir las medidas económicas implementadas por Ibáñez, en particular el plan de la Misión Klein-Sacks.
El programa de Salvador Allende era el más radical, no sólo en comparación con sus rivales sino con las antiguas candidaturas de izquierda. Abogaba por un fuerte estatismo que ayudase a reconfigurar la sociedad y economía de Chile, lo que significaba iniciar el proceso de reforma agraria, la nacionalización de las materias primas, la creación de un área social en economía, redistribución de la riqueza, control del sistema bancario y una política internacional independiente.
Particular fuerza tuvo el discurso de Allende entre el campesinado, situación que el candidato bautizó como el despertar político del campesinado, que había sido generalmente reducto de la derecha, pero que con el fin del cohecho se empezaban a inclinar por la izquierda y la reforma agraria.
Todos los candidatos realizaron giras nacionales, inclusive Jorge Alessandri quien disgustaba de ellas, pero fue Allende quien mejor capitalizó estos viajes con el «Tren de la Victoria», una locomotora a vapor, con la que realizó una gira por el centro y el sur del país del 13 al 22 de agosto, insistiendo con frecuencia en que quien ganara por mayoría simple debería convertirse en presidente, sin necesidad de ratificación en el Congreso.

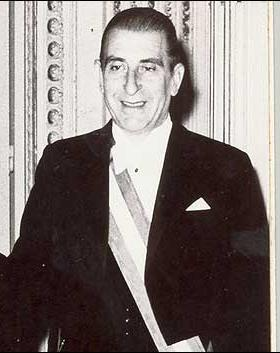
El fundador y líder del Partido Demócrata Cristiano, Eduardo Frei Montalva, postuló un programa de tercera vía entre el capitalismo y el socialismo.

Eduardo Frei deseaba una renovación profunda de la sociedad chilena, basado en el espíritu cristiano, como una forma de tercera vía entre capitalismo y comunismo. Su programa proponía, en lo económico, restricción del consumo, apoyo a la inversión pública y privada, reducción del gasto público, aumento de los préstamos e inversiones procedentes del extranjero y una reforma al sistema provisional. En el tema agrícola era necesario aumentar la productividad, para lo cual proponía la colonización de terrenos fiscales, el aseguramiento de precios justos, mercados estables, créditos de mediano y largo plazo, la creación de obras públicas y la aplicación de nuevas técnicas.
Pero Frei no basó tanto su campaña en un programa político como en el contacto afectivo del candidato con los electores. Para ello, Frei se presentaba en numerosas concentraciones, en que arengaba a las masas haciendo gala de su capacidad escénica y oratoria. Esto llegó a su punto máximo el 10 de julio de 1958 en una concentración en la plaza Bulnes, que, según la prensa, “supero todos los acontecimientos de esta índole que ha conocido nuestra capital”. Durante su alocución, recordó el grave estado del país “estagnado en la pobreza, en la desigualdad social, la cesantía y parálisis en las empresas”, para finalmente dirigir sus esperanzas en el electorado presente: “¿qué importa el grito de un hombre solo cuando se escucha el ronco clamor que surge de miles de voces y gargantas? ¿qué importan una sola voz ante el pueblo que es como la voz de Dios?”
Al dar término a su campaña, Frei se dirigió al país por medio de una cadena de radioemisoras, en donde insistía en el peligro del triunfo del cualquiera de los dos extremos, mostrándose confiado en su triunfo.
La propuesta programática de Jorge Alessandri tenía como punto central lograr la rectificación económica, que permitiría un aumento de la producción, que era para Alessandri la única forma real de lograr mejorar el nivel de vida de los más pobres. Propuso cambiar la intervención estatal sobre la economía, el Estado debía retirar su participación en empresas industriales y concentrarse en realizar inversiones de infraestructura. El gasto se financiaría con préstamos externos e inversión extranjera. Apoyaba la libre competencia, por lo que deseaba una apertura con el comercio extranjero y reducir el proteccionismo solo mientras las empresas chilenas renovaban sus equipos para ser más competitivos. En el tema agrícola, propuso la colonización de terrenos fiscales y la necesidad de que el estado invirtiera en obras públicas necesarias para el desarrollo agrícola.
Este discurso era muy poco ideológico, a diferencia de sus competidores, por lo que su gancho electoral estaba más bien en la exaltación de sus características personales: incorruptible, sin ambiciones, austero, honesto, eficiente y de conocidas dotes de mando.
Su comando de campaña lo popularizó con el apodo de “el paleta” y empapelando las ciudades con un afiche diseñado por Jorge Délano, Coke, en el que aparecía Alessandri con su mano derecha levantada y el dedo índice apuntando al votante, con el eslogan “a Ud. Lo necesito”, haciendo referencia en que depositaba su confiaba más en el votante que en los partidos políticos.
La contienda electoral se veía manchada en ocasiones por ataques personales entre los grupos políticos, especialmente por medio de la prensa. Los radicales recurrían en sus afiches a mentiras e insultos personales, además de un obsceno abuso de los programas de radio. En la prensa, se ridiculizaba la prominente nariz de Frei, de la egolatría y soltería de Alessandri, que en ocasiones daban paso para que se le ridiculizara como homosexual, y el oneroso estilo de vida de Allende, caricaturizándolo como un “pije” vanidoso e incompetente como médico.

### Encuestas
| Encuesta | Fecha      | Alessandri | Allende | Frei   | Bossay | Zamorano |
| -------- | ---------- | ---------- | ------- | ------ | ------ | -------- |
| E. Hamuy | 7 y 8-1958 | 38,6 %     | 27,3 %  | 20,8 % | 12,7 % | 0,6 %    |

### Día de la elección
El 4 de septiembre ocurrieron dos sismos en Chile: uno a las 10:45 (hora local) que fue percibido en Arica, y otro ocurrido en el Cajón del Maipo a las 17:55 —con una réplica cinco minutos después— que fue percibido en Santiago, los cuales no alteraron el desarrollo normal de los comicios.
Los primeros resultados de la votación los entregó una mesa de mujeres en la localidad de Algarrobito, en la provincia de Coquimbo. En dicha mesa Alessandri obtuvo 7 votos, Bossay 5, Frei 2 y Allende uno.

## Resultados

### Elección popular

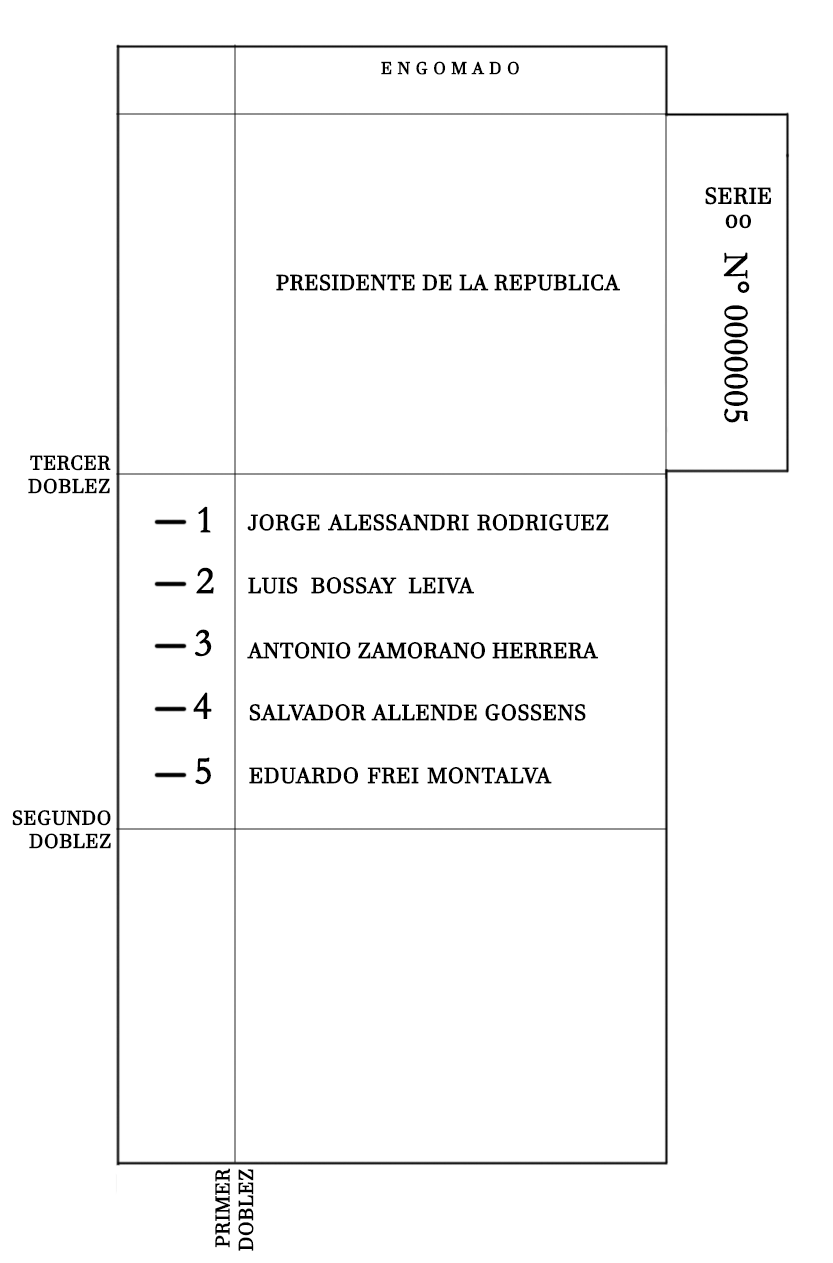
Facsímil de la cédula de votación utilizada en la elección.

#### Nacional
Los resultados del 4 de septiembre dieron por ganador a Jorge Alessandri, con el 31,5 % de los votos, seguido muy de cerca por Allende. Frei obtuvo el 20,7 %, que le colocaba a él y a su partido en una posición relativamente sólida. El radicalismo fue el mayor perdedor; su votación bajó de forma considerable, nunca en su historia se volvería a recuperar.
|  | 31,56 % |

|  | 28,85 % |

|  | 20,7 % |

|  | 15,55 % |

|  | 3,34 % |

#### Por provincia
|                                 | Jorge Alessandri            | 3558      | 16.81%    | 5670       | 16.61%     | 2533       | 14.22%     | 10 460 | 24.40% | 10 018  | 34.51%  | 35 680     | 30.83%     | 151 797 | 35,92% |
|                                 | Luis Bossay                 | 3859      | 18.23%    | 5866       | 17.18%     | 5243       | 29.44%     | 8886   | 20.73% | 4233    | 14.58%  | 17 792     | 15.37%     | 51 984  | 12,15% |
|                                 | Antonio Zamorano            | 529       | 2.5%      | 1083       | 3.17%      | 247        | 1.39%      | 1280   | 2.99%  | 1530    | 5.27%   | 5727       | 4.95%      | 11 194  | 2,62%  |
|                                 | Salvador Allende            | 8299      | 39.21%    | 14 954     | 43.8%      | 6167       | 34.62%     | 14 283 | 33.32% | 7299    | 25.14%  | 26 611     | 23.00%     | 121 452 | 28,39% |
|                                 | Eduardo Frei Montalva       | 4922      | 23.25%    | 6567       | 19.24%     | 3621       | 20.33%     | 7952   | 18.55% | 5953    | 20.50%  | 29 913     | 25.85%     | 91 305  | 21,35% |
| Total de votos válidos          | Total de votos válidos      | 21 167    | 97.49%    | 34 140     |            | 17 811     |            | 42 861 |        | 29 033  |         | 115 723    |            | 427 732 |        |
| Votos nulos y en blanco         | Votos nulos y en blanco     | 545       | 2.51%     | 497        |            | 208        |            | 641    |        | 250     |         | 524        |            | 4107    |        |
| Total de sufragios emitidos     | Total de sufragios emitidos | 21 712    | 100 %     | 34 637     | 100 %      | 18 019     | 100 %      | 43 502 | 100 %  | 29 283  | 100 %   | 116 247    | 100 %      | 431 839 | 100 %  |
| Candidato                       | Candidato                   | O'Higgins | O'Higgins | Colchagua  | Colchagua  | Curicó     | Curicó     | Talca  | Talca  | Maule   | Maule   | Linares    | Linares    |         |        |
|                                 | Jorge Alessandri            | 16 753    | 36.11%    | 13 556     | 48.35%     | 6509       | 34.54%     | 9763   | 27.05% | 5823    | 33.60%  | 10 674     | 32.63%     |         |        |
|                                 | Luis Bossay                 | 4517      | 9.74%     | 3435       | 12.25%     | 2458       | 13.04%     | 4163   | 11.53% | 4551    | 26.26%  | 4044       | 12.36%     |         |        |
|                                 | Antonio Zamorano            | 2175      | 4.65%     | 477        | 1.7%       | 704        | 3.74%      | 7206   | 19.97% | 830     | 4.79%   | 4156       | 12.70%     |         |        |
|                                 | Salvador Allende            | 14 537    | 31.34%    | 6190       | 22.08%     | 6067       | 32.19%     | 8584   | 23.78% | 2749    | 15.86%  | 7927       | 24.23%     |         |        |
|                                 | Eduardo Frei Montalva       | 8426      | 18.16%    | 4379       | 15.62%     | 3107       | 16.49%     | 6377   | 17.67% | 3375    | 19.48%  | 5912       | 18.07%     |         |        |
| Total de votos válidos          | Total de votos válidos      | 46 408    |           | 28 037     |            | 18 845     |            | 36 093 |        | 17 328  |         | 32 713     |            |         |        |
| Votos nulos y en blanco         | Votos nulos y en blanco     | 379       |           | 258        |            | 122        |            | 375    |        | 250     |         | 516        |            |         |        |
| Total de sufragios emitidos     | Total de sufragios emitidos | 46 787    | 100 %     | 28 295     | 100 %      | 18 967     | 100 %      | 36 468 | 100 %  | 17 578  | 100 %   | 33 229     | 100 %      |         |        |
| Candidato                       | Candidato                   | Ñuble     | Ñuble     | Concepción | Concepción | Arauco     | Arauco     | Biobío | Biobío | Malleco | Malleco | Cautín     | Cautín     |         |        |
|                                 | Jorge Alessandri            | 11 988    | 25.95%    | 17 418     | 20.77%     | 1932       | 14.87%     | 7660   | 32.59% | 10 144  | 35.77%  | 21 228     | 38.16%     |         |        |
|                                 | Luis Bossay                 | 11 164    | 24.16%    | 13 091     | 15.61%     | 3125       | 24.05%     | 4670   | 19.87% | 5592    | 19.72%  | 8979       | 16.14%     |         |        |
|                                 | Antonio Zamorano            | 811       | 1.76%     | 624        | 0.74%      | 61         | 0.47%      | 200    | 0.85%  | 187     | 0.66%   | 920        | 1.66%      |         |        |
|                                 | Salvador Allende            | 10 947    | 23.69%    | 34 594     | 41.24%     | 6258       | 48.17%     | 7360   | 31.32% | 7485    | 26.39%  | 11 921     | 21.43%     |         |        |
|                                 | Eduardo Frei Montalva       | 11 290    | 24.44%    | 18 154     | 21.64%     | 1616       | 12.44%     | 3611   | 15.37% | 4951    | 17.46%  | 12 587     | 22.62%     |         |        |
| Total de votos válidos          | Total de votos válidos      | 46 200    |           | 83 881     |            | 12 992     |            | 23 501 |        | 28 359  |         | 55 635     |            |         |        |
| Votos nulos y en blanco         | Votos nulos y en blanco     | 569       |           | 1435       |            | 158        |            | 371    |        | 284     |         | 1025       |            |         |        |
| Total de sufragios emitidos     | Total de sufragios emitidos | 46 769    | 100 %     | 85 316     | 100 %      | 13 150     | 100 %      | 23 872 | 100 %  | 28 643  | 100 %   | 56 660     | 100 %      |         |        |
| Candidato                       | Candidato                   | Valdivia  | Valdivia  | Osorno     | Osorno     | Llanquihue | Llanquihue | Chiloé | Chiloé | Aisén   | Aisén   | Magallanes | Magallanes |         |        |
|                                 | Jorge Alessandri            | 12 387    | 31.83%    | 8318       | 37.28%     | 7430       | 32.64%     | 6146   | 38.00% | 1190    | 26.88%  | 1285       | 9.32%      |         |        |
|                                 | Luis Bossay                 | 6791      | 17.45%    | 5524       | 24.76%     | 4304       | 19.49%     | 4621   | 28.57% | 994     | 22.45%  | 2791       | 20.24%     |         |        |
|                                 | Antonio Zamorano            | 637       | 1.64%     | 156        | 0.70%      | 219        | 0.99%      | 157    | 0.97%  | 43      | 0.97%   | 151        | 1.09%      |         |        |
|                                 | Salvador Allende            | 11 559    | 29.70%    | 5542       | 24.84%     | 4056       | 18.37%     | 3689   | 22.81% | 1255    | 28.35%  | 6708       | 48.64%     |         |        |
|                                 | Eduardo Frei Montalva       | 7545      | 19.39%    | 2770       | 12.42%     | 6075       | 27.51%     | 1559   | 9.64%  | 945     | 21.35%  | 2857       | 20.71%     |         |        |
| Total de votos válidos          | Total de votos válidos      | 38 919    |           | 22 310     |            | 22 084     |            | 16 172 |        | 4427    |         | 13 792     |            |         |        |
| Votos nulos y en blanco         | Votos nulos y en blanco     | 542       |           | 269        |            | 290        |            | 221    |        | 94      |         | 247        |            |         |        |
| Total de sufragios emitidos     | Total de sufragios emitidos | 39 461    | 100 %     | 22 579     | 100 %      | 22 374     | 100 %      | 16 393 | 100 %  | 4521    | 100 %   | 14 039     | 100 %      |         |        |
| Fuente: Urzúa Valenzuela, 1992. |                             |           |           |            |            |            |            |        |        |         |         |            |            |         |        |

#### Por mesas de varones y mujeres
| Candidato                       | Candidato                  | Votos   | Votos   | Votos   | Votos   |
| Candidato                       | Candidato                  | Varones | %       | Mujeres | %       |
| ------------------------------- | -------------------------- | ------- | ------- | ------- | ------- |
|                                 | Jorge Alessandri Rodríguez | 241 900 | 30,20 % | 148 009 | 34,06 % |
|                                 | Luis Bossay Leiva          | 122 000 | 15,23 % | 70 077  | 16,13 % |
|                                 | Antonio Zamorano Herrera   | 25 810  | 3,22 %  | 15 494  | 3,57 %  |
|                                 | Salvador Allende Gossens   | 259 409 | 32,39 % | 97 084  | 22,34 % |
|                                 | Eduardo Frei Montalva      | 151 870 | 18,96 % | 103 899 | 23,91 % |
| Total de votos válidos          | Total de votos válidos     | 800 989 | 64,83 % | 434 563 | 35,17 % |
| Abstención                      | Abstención                 | 176 998 | 18,10 % | 70 554  | 13,97 % |
| Fuente: Urzúa Valenzuela, 1992. |                            |         |         |         |         |

En los resultados por sexo, se puede apreciar que Allende ganó en las mesas de varones, pero quedó tercero en las mesas de mujeres, siendo superado por Frei y Alessandri. Este último logró un amplio triunfo en las mesas de mujeres, imponiéndose por 10 puntos a Eduardo Frei.

#### Candidatura de Zamorano
Como Antonio Zamorano obtuvo un 3,3 % de los votos con un discurso de izquierda, y Allende perdió por una diferencia del 2,7 %, por décadas se ha especulado que si no hubiera postulado Zamorano, hubiese ganado Allende, al punto que su candidatura ha entrado en la jerga política chilena como sinónimo de impedir «que la segunda mayoría logre superar a la primera». Sin embargo, un estudio publicado en 2017 sostiene que no existe evidencia estadística que permita concluir que Zamorano fue el responsable de la derrota del abanderado socialista, ya que obtuvo sus mejores votaciones en comunas donde la derecha era más fuerte y sus más débiles en donde tenía mejores resultados la izquierda, por lo que de no haberse presentado, sus votos hubieran ido a todos los candidatos presidenciales, y no solo a Allende.

### Elección en el Congreso Pleno
Como Alessandri no obtuvo mayoría absoluta, de acuerdo a la Constitución de 1925, le correspondía al Congreso Pleno elegir entre aquellos dos candidatos que habían obtenido las más altas mayorías relativas. El 24 de octubre de 1958 el Congreso Pleno eligió a Alessandri, trámite que se desarrolló fácilmente, pues todo el país había reconocido su victoria.
La votación del Congreso Pleno (diputados y senadores) fue la siguiente:
|  | 84,97 % |

|  | 15,03 % |